# سیارک ۲۶۷۳
سیارک ۲۶۷۳ (به انگلیسی: 2673 Lossignol، نامگذاری:1980KN) دو هزار و ششصد و هفتاد و سومین سیارک کشف شده‌است که در ۲۲ مه ۱۹۸۰ کشف شد.
قدر مطلق سیارک برابر ۱۲٫۵۰ است.